# Ronde van Spanje 1962
De 17e editie van de Ronde van Spanje ging op 27 april 1962 van start in Barcelona, in het westen van Spanje. Na 2806 kilometer en 17 etappes werd op 13 mei in Bilbao gefinisht. De ronde werd gewonnen door de Duitser Rudi Altig. 

## Eindklassement
Rudi Altig werd winnaar van het eindklassement van de Ronde van Spanje van 1962 met een voorsprong van 7 minuten en 14 seconden op José Pérez Francés. Het was voor het eerst in geschiedenis dat een wielrenner uit Duitsland de ronde won. In de top tien eindigden vier Spanjaarden. De beste Nederlandse wielrenner was Michel Stolker met een 7e plek in het eindklassement.
| rang | renner              | land      | ploeg                 | tijd       |
| ---- | ------------------- | --------- | --------------------- | ---------- |
| 1    | Rudi Altig          | Duitsland | Saint Raphael-Helyett | 78u 35'27" |
| 2    | José Pérez Francés  | Spanje    | Ferrys                | + 7'14"    |
| 3    | Seamus Elliott      | Ierland   | Saint Raphael-Helyett | + 7'17"    |
| 4    | Miguel Pacheco      | Spanje    | Kas                   | + 10'21"   |
| 5    | Francisco Gabica    | Spanje    | Kas                   | + 10'21"   |
| 6    | Jean Stablinski     | Frankrijk | Saint Raphael-Helyett | + 17'07"   |
| 7    | Michel Stolker      | Nederland | Saint Raphael-Helyett | + 17'57"   |
| 8    | Fernando Manzaneque | Spanje    | Licor 43              | + 18'13"   |
| 9    | Eddy Pauwels        | België    | Wiel's-Groene Leeuw   | + 19'55"   |
| 10   | Ab Geldermans       | Nederland | Saint Raphael-Helyett | + 20'23"   |

## Etappe-overzicht
| Etappe | Van - naar              | Km       | Etappewinnaar           | Klassementsleider |
| ------ | ----------------------- | -------- | ----------------------- | ----------------- |
| 1      | Barcelona               | 90       | Antonio Barrutia        | Antonio Barrutia  |
| 2      | Barcelona - Tortosa     | 185      | Rudi Altig              | Rudi Altig        |
| 3      | Tortosa - Valencia      | 188      | Nino Defilippis         | Rudi Altig        |
| 4      | Valencia - Benidorm     | 141      | Seamus Elliot           | Seamus Elliot     |
| 5      | Benidorm                | 21 (TTT) | Saint Raphael - Helyett | Seamus Elliot     |
| 6      | Benidorm - Cartagena    | 152      | Jean Graczyk            | Seamus Elliot     |
| 7      | Murcia - Almería        | 223      | Rudi Altig              | Rudi Altig        |
| 8      | Almería - Málaga        | 220      | Jean Claude Annaert     | Rudi Altig        |
| 9      | Málaga - Córdoba        | 193      | Antonio Gómez del Moral | Seamus Elliot     |
| 10     | Valdepeñas - Madrid     | 210      | Ab Geldermans           | Seamus Elliot     |
| 11     | Madrid - Valladolid     | 189      | Jean Stablinski         | Seamus Elliot     |
| 12     | Valladolid - Logroño    | 232      | Ernesto Bono            | Seamus Elliot     |
| 13     | Logroño - Pamplona      | 191      | Jean Graczyk            | Seamus Elliot     |
| 14     | Pamplona - Bayona       | 149      | Jean Graczyk            | Seamus Elliot     |
| 15     | Bayona - San Sebastián  | 82 (ITT) | Rudi Altig              | Rudi Altig        |
| 16     | San Sebastián - Vitoria | 177      | Jean Graczyk            | Rudi Altig        |
| 17     | Vitoria - Bilbao        | 171      | José Segú               | Rudi Altig        |